# Nicola III di Werle
Nicola III di Werle, noto anche con lo pseudonimo di Staveleke (... – 1360), è stato un principe di Meclemburgo e signore di Werle-Güstrow.

## Biografia
Nicola III di Werle era il figlio maqggiore di Giovanni II di Werle.
Alla morte del padre, nel 1337, egli ereditò il ramo Werle-Güstrow della signoria di Werle che governò da solo fino al 1339 e con il fratello Bernardo fino al 1347. Nel 1347 essi divisero la signoria a Nicola tenne la parte Werle-Güstrow, mentre Bernardo prese la parte Werle-Waren.
Nicola viene nominato l'ultima volta nei documenti il 10 agosto 1360 e probabilmente morì poco dopo.
Il 6 gennaio 1338 Nicola III II sposò Agnes figlia di Enrico II di Meclemburgo.
Da questo matrimonio ci furono due figli:
- Lorenzo, signore di Werle-Güstrow;
- Giovanni V, signore di Werle-Güstrow.

Dopo il 1341 Nicola sposò Mechthild, figlia del conte Giovanni III di Holstein-Kiel. Da essa ebbe una figlia:
- Caterina of Werle-Güstrow sposata nel 1366 con Alberto V, duca di Sassonia-Lauenburg.

## Ascendenza
|                                         |                                          |                                          | Genitori                                  |  |  | Nonni |  |  | Bisnonni                   |  |  | Trisnonni                                 |  |
|                                         |                                          |                                          |                                           |  |  |       |  |  | Nicola I, signore di Werle |  |  | Enrico Borwin II, principe di Meclemburgo |  |
|                                         |                                          |                                          |                                           |  |  |       |  |  | Nicola I, signore di Werle |  |  | Enrico Borwin II, principe di Meclemburgo |  |
|                                         |                                          | Cristina di Svezia                       |                                           |  |  |       |  |  | Nicola I, signore di Werle |  |  |                                           |  |
| Giovanni I, signore di Werle            |                                          |                                          |                                           |  |  |       |  |  | Nicola I, signore di Werle |  |  |                                           |  |
|                                         |                                          | Jutta di Anhalt                          | Enrico I, principe di Anhalt              |  |  |       |  |  |                            |  |  |                                           |  |
|                                         |                                          | Jutta di Anhalt                          | Enrico I, principe di Anhalt              |  |  |       |  |  |                            |  |  |                                           |  |
|                                         |                                          | Jutta di Anhalt                          | Ermengarda di Turingia                    |  |  |       |  |  |                            |  |  |                                           |  |
| Giovanni II, signore di Werle-Güstrow   |                                          | Jutta di Anhalt                          |                                           |  |  |       |  |  |                            |  |  |                                           |  |
|                                         |                                          | Guntero I, conte di Lindow-Ruppin        | Gebardo I, conte di Lindow-Ruppin         |  |  |       |  |  |                            |  |  |                                           |  |
|                                         |                                          | Guntero I, conte di Lindow-Ruppin        | Gebardo I, conte di Lindow-Ruppin         |  |  |       |  |  |                            |  |  |                                           |  |
|                                         |                                          | Guntero I, conte di Lindow-Ruppin        | Edvige di Hirscher-Siebenburgen           |  |  |       |  |  |                            |  |  |                                           |  |
| Sofia di Lindow-Ruppin                  |                                          | Guntero I, conte di Lindow-Ruppin        |                                           |  |  |       |  |  |                            |  |  |                                           |  |
|                                         |                                          | Eufemia di Rügen                         | Vislavo I, principe di Rügen              |  |  |       |  |  |                            |  |  |                                           |  |
|                                         |                                          | Eufemia di Rügen                         | Vislavo I, principe di Rügen              |  |  |       |  |  |                            |  |  |                                           |  |
|                                         |                                          | Eufemia di Rügen                         | Margherita di Svezia                      |  |  |       |  |  |                            |  |  |                                           |  |
| Nicola III, signore di Werle-Güstrow    |                                          | Eufemia di Rügen                         |                                           |  |  |       |  |  |                            |  |  |                                           |  |
|                                         | Alberto I, duca di Brunswick-Grubenhagen | Ernesto I, duca di Brunswick-Grubenhagen |                                           |  |  |       |  |  |                            |  |  |                                           |  |
|                                         | Alberto I, duca di Brunswick-Grubenhagen | Ernesto I, duca di Brunswick-Grubenhagen |                                           |  |  |       |  |  |                            |  |  |                                           |  |
|                                         | Alberto I, duca di Brunswick-Grubenhagen | Adelaide di Everstein-Polle              |                                           |  |  |       |  |  |                            |  |  |                                           |  |
| Enrico I, duca di Brunswick-Grubenhagen | Alberto I, duca di Brunswick-Grubenhagen |                                          |                                           |  |  |       |  |  |                            |  |  |                                           |  |
|                                         |                                          | Agnese I di Brunswick-Wolfenbüttel       | Magnus II, duca di Brunswick-Wolfenbüttel |  |  |       |  |  |                            |  |  |                                           |  |
|                                         |                                          | Agnese I di Brunswick-Wolfenbüttel       | Magnus II, duca di Brunswick-Wolfenbüttel |  |  |       |  |  |                            |  |  |                                           |  |
|                                         |                                          | Agnese I di Brunswick-Wolfenbüttel       | Caterina di Anhalt-Bernburg               |  |  |       |  |  |                            |  |  |                                           |  |
| Matilde di Brunswick-Grubenhagen        |                                          | Agnese I di Brunswick-Wolfenbüttel       |                                           |  |  |       |  |  |                            |  |  |                                           |  |
|                                         |                                          | Ottone I, duca di Brunswick-Göttingen    | Ernesto I, duca di Brunswick-Göttingen    |  |  |       |  |  |                            |  |  |                                           |  |
|                                         |                                          | Ottone I, duca di Brunswick-Göttingen    | Ernesto I, duca di Brunswick-Göttingen    |  |  |       |  |  |                            |  |  |                                           |  |
|                                         |                                          | Ottone I, duca di Brunswick-Göttingen    | Elisabetta d'Assia                        |  |  |       |  |  |                            |  |  |                                           |  |
| Elisabetta di Brunswick-Göttingen       |                                          | Ottone I, duca di Brunswick-Göttingen    |                                           |  |  |       |  |  |                            |  |  |                                           |  |
|                                         |                                          | Margherita di Berg                       | Guglielmo II, duca di Berg                |  |  |       |  |  |                            |  |  |                                           |  |
|                                         |                                          | Margherita di Berg                       | Guglielmo II, duca di Berg                |  |  |       |  |  |                            |  |  |                                           |  |
|                                         |                                          | Margherita di Berg                       | Anna del Palatinato                       |  |  |       |  |  |                            |  |  |                                           |  |
|                                         |                                          | Margherita di Berg                       |                                           |  |  |       |  |  |                            |  |  |                                           |  |